# Aristo

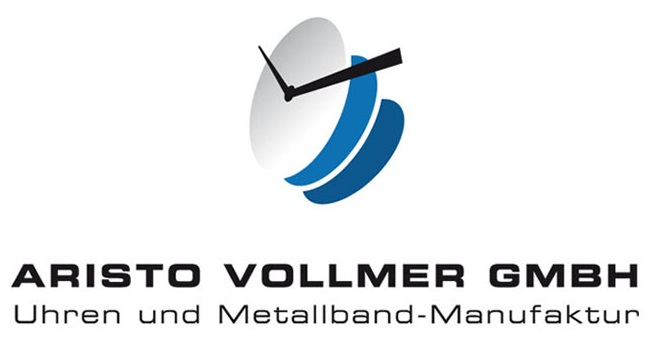
Логотип бренда после слияния

Aristo (Аристо) — немецкий бренд, под которым выпускаются механические наручные часы.

## История
Компания Aristo была основана в 1907 году Юлиусом Эппле. Изначально она создавалась как небольшое семейное предприятие, которое базировалось в немецком городе Пфорцхайм.
В 1990-х годах компанию приобрела трастовая компания UTM-Uhrentechnik. Главная причина, по которой семейный бизнес перешел под руководство специалистов извне — отсутствие наследника, который смог бы перенять дело. В результате неправильного руководства всего через два года компания была полностью разорена.
В 1998 году Ганс Йорг Фольмер заново основал Aristo. Фольмер был выходцем из известной немецкой семьи часовщиков, основавшей компанию Ernst Vollmer GmbH & Co. Именно благодаря его умелому руководству компании Aristo удалось выйти на мировой рынок.
В 2005 году было принято решение объединить две семейные компании в одну. Так появилась ARISTO Vollmer Gmbh. Фольмер решил не разрушать сложившиеся традиции, и оставил оба торговых знака. На европейском рынке продукция представлена под брендом Aristo, а на американском — Vollmer.

## Продукция
Под брендом Aristo выпускаются механические наручные часы. Большинство моделей изготавливаются на базе швейцарских часовых механизмов. Корпуса большинства часов производятся из нержавеющей стали. Модели часов оснащаются ремешками из натуральной кожи или браслетами из нержавеющей стали.